# Folytassa külföldön!
Folytassa külföldön!, eredeti angol címén Carry On Abroad, 1972-ben bemutatott brit (angol) filmvígjáték, turistafilm-paródia, a Gerald Thomas által rendezett Folytassa… filmsorozat 24. darabja. Főszereplői a sorozat rendszeres sztárjai, Sidney James, Joan Sims, Kenneth Williams, Peter Butterworth, Hattie Jacques, Barbara Windsor és a sorozatban utoljára megjelenő Charles Hawtrey.  Először jelent meg Jimmy Logan és Carol Hawkins.

## Cselekmény
A történet Vic & Cora kocsmájában indul. Az utazgatni szerető kéjsóvár kocsmáros, Vic Flange (Sid James) újabb társasútra készül az Elsbels-szigetekre, a Costa Bomm-ra (utalás „Hell’s Bells”). Kőkemény felesége, Cora (Joan Sims) egy kapatos kocsmavendégtől, Harrytől (Jack Douglas) véletlenül megtudja, hogy ezen az utazáson részt vesz a bögyös özvegyasszony, Sadie Tompkins (Barbara Windsor) is, akinek Vic éppen csapja a szelet. Cora, aki egyébként gyűlöli a repülőutakat, azonnal eldönti, hogy ő is férjével utazik, hogy távol tartsa őt Sadie-től.
A Wundatours utazási irodában az utazásvezető, Stuart Farquhar (Kenneth Williams) és az érte epekedő, szexis asszisztensnője, Moira Plunkett (Gail Grainger) fogadják az utazókat. A csoport elég vegyes összetételű. Itt van Stanley Blunt (Kenneth Connor), szex-éhes papucsférj és domináns, frigid felesége, Evelyn (June Whitfield); a keménykalapos, csokornyakkendős Eustace Tuttle (Charles Hawtrey), aggódó anyukájának kicsi fia, egy alkoholista óriáscsecsemő; a harsány és rámenős skót Bert Conway (Jimmy Logan); Lily és Marge (Sally Geeson és Carol Hawkins), két csinos barátnő, akik fehér lovon járó királyfiak szerelme után áhítoznak, és egy csoport szerzetes, köztük az ifjú, félénk Bernard testvér (Bernard Bresslaw), aki nehezen viseli új életének szigorú szabályait.
Elsbelsbe érkezve kiderül, hogy szállodájuk csak félig kész, az építők ismeretlen okból éppen levonultak, a ház több emelete hiányzik, személyzet sincs még. Pepe az igazgató (Peter Butterworth) egymaga igyekszik úrrá lenni a káoszon, felváltva jelenik meg portás, szobainas, recepciós és menedzser képében (és ruhájában). Mindig mérges felesége, Floella (Hattie Jacques) küzd a mindig elromló konyhagépekkel. Szoknyapecér fiuk, Georgio (Ray Brooks) jópofizik a bár mögött. A kivitelezési hiányok miatt a szálloda számtalan csapdát rejt: először Evelyn találja Mr. Tuttle-t a saját fürdőkádjában, Vic a meztelenül zuhanyozó Sadie-hez nyit be, Lily és Marge ruhásszekrényének nincs háta, a szomszéd szobából a döbbent Bernard testvérrel néznek szembe. Moira vízcsapjából homok pereg, Bert WC-je visszafröcsög. A panaszáradat átcsap Pepe feje fölött, a telefon is összevissza működik, a reklamáló vendégek Pepe helyett egymással veszekszenek. Stuart mindenre elszántan küzd, hogy a csoport tagjai ne adjanak lesújtó véleményt az utazási irodáról. Az első vacsora szörnyű lötty, ráadásul égett ételszag és füst ömlik a konyhából. Kénytelenek ablakot nyitni, erre mindent elárasztanak a szúnyogok.
Másnap hajnalban a vendégek a visszatérő építőmunkások fülsüketítő zajára ébrednek. Később Lily és Marge férfi után néznek, Marge zavarba hozza Bernard testvért, Lily pedig Nicholast (David Kernan) igyekszik leválasztani féltékeny, kicsit meleg barátjáról, Robinról (John Clive). Marge és Bernard között ártatlan románc szövődik. Közben Stanley, amikor elszabadul saját felesége, Evelyn mellől, megpróbálja elcsábítani Corát, Vic feleségét, de a féltékeny Cora csak arra figyel, hogy Vic-et távol tartsa a bögyös Sadie-től, aki viszont Bertre, a harsány skótra hajt. Vic megpróbálja elijeszteni Bertet Sadie-től, bemeséli neki, hogy Sadie „fekete özvegy”, aki két férjét már eltette láb alól. (Valójában mindketten tűzoltók voltak, hivatásuk áldozataivá váltak.)  Martin testvér, a rangidős szerzetes elmondja, hogy a szigeten kell keresni Szent Cecíliának, rendjük megalapítójának sírját. Martin testvér a sír keresésére indul, Bernard testvér szívesebben maradna a lányokkal, de neki is mennie kell. A sírt nem találják meg.
A csoport buszos kirándulásra indul a közeli faluba. Stanley addig mesterkedik, amíg felesége, Evelyn lemarad a buszról, hogy ő maga útközben meghódíthassa Corát, Vic feleségét. A magára maradt Evelyn ágyba bújik Georgióval, és egycsapásra felhagy frigid viselkedésével. A faluban Vic benyakal egy helyi szerelmi csodaitalt, „Szent Cecília elixírjét”, ettől röntgenszeművé válik és átlát a nők ruháján. A felgerjedt Vic, Bert és Eustace bemennek Madame Fifi bordélyházába, de Eustace bakugrást akar játszani a lányokkal, kidobják, botrány és verekedés tör ki, a kiszálló rendőrség beviszi az egész társaságot a fogdába.
A rendőrőrsön Stuart asszisztense, Moira Plunkett elcsábítja a rendőrfőnököt, aki cserébe elengedi foglyait. A hotelbe visszatérve a Georgio által „rendbe rakott” Evelyn Blunt összebékül meglepett férjével, házaséletük helyreáll. A búcsúest jó hangulatban indul, a puncsba belekevert „Szent Cecília-elixír” hatására mindenki élénken érdeklődik egymás iránt, szerelmek szövődnek, az elromlott régi kapcsolatok megjavulnak, ki-ki megtalálja párját. Közben odakint zuhogni kezd az eső, a kiszáradt folyómederben épült szállodát elmossa a víz, mindenki menekül.
A záró jelenet ismét Vic & Cora kocsmájába visz. Stuartot kirúgták a Wundatours irodából, már ő is Vic-nél dolgozik a kocsmában. Nyílik az ajtó, becsődülnek az elsbelsi utazás résztvevői, mindenki a (régi vagy frissen talált új) párjával, nagy ivászattal ünneplik a közös túlélőtúra emlékét.

## Szereposztás
| Szerep                         | Színész            | Magyar hangja (1. szinkron) | Magyar hangja (2. szinkron) | Magyar hangja (3. szinkron) |
| ------------------------------ | ------------------ | --------------------------- | --------------------------- | --------------------------- |
| Vic Flange                     | Sidney „Sid” James | Somogyvári Rudolf           | Szabó Ottó                  | Szabó Ottó                  |
| Stuart Farquhar, utazásvezető  | Kenneth Williams   | Gelley Kornél               | Balázsi Gyula               | Harsányi Gábor              |
| Eustace Tuttle                 | Charles Hawtrey    | Szuhay Balázs               | ?                           | Kassai Károly               |
| Cora Flange, Vic felesége      | Joan Sims          | Győri Ilona                 | Magda Gabi                  | Molnár Piroska              |
| Bernard testvér                | Bernard Bresslaw   | Hadics László               | Juhász Jácint               | Vass Gábor                  |
| Sadie Tompkins, özvegyasszony  | Barbara Windsor    | Hacser Józsa                | Papp Ági                    | Csere Ágnes                 |
| Stanley Blunt                  | Kenneth Connor     | Zenthe Ferenc               | Juhász Jácint               | Versényi László             |
| Evelyn Blunt, Stanley felesége | June Whitfield     | Dallos Szilvia              | Juhász Jácint               | Menszátor Magdolna          |
| Pepe, szállodaigazgató         | Peter Butterworth  | Szabó Ottó                  | Beregi Péter                | Makay Sándor                |
| Floella, Pepe felesége         | Hattie Jacques     | Fónay Márta                 | Győry Franciska             | Fodor Zsóka                 |
| Georgio                        | Ray Brooks         | ?                           | ?                           | Megyeri János               |
| Bert Conway, rámenős skót      | Jimmy Logan        | Verebes Károly              | Juhász Jácint               | Uri István                  |
| Martin testvér                 | Derek Francis      | Képessy József              | Szabó Ottó                  | Horkai János                |
| Lily                           | Sally Geeson       | ?                           | Papp Ági                    | Somlai Edina                |
| Marge                          | Carol Hawkins      | Bánsági Ildikó              | Győry Franciska             | Madarász Éva                |
| Robin                          | John Clive         | Kautzky József              | Beregi Péter                | Koncz István                |
| Harry                          | Jack Douglas       | Füzessy Ottó                | Juhász Jácint               | Balázsi Gyula               |
| Miss Dobbs                     | Patsy Rowlands     | Czigány Judit               | Papp Ági                    | ?                           |
| Moira Plunkett                 | Gail Grainger      | Moór Marianna               | Magda Gabi                  | Kiss Virág                  |
| Nicholas                       | David Kernan       | Kovács István               | Juhász Jácint               | Mikula Sándor               |
| Mrs. Tuttle, Eustace mamája    | Amelia Bayntun     | Báró Anna                   | Dallos Szilvia              | ?                           |
| Rendőrfőnök                    | Alan Curtis        | Horváth Pál                 | Beregi Péter                | Melis Gábor                 |
| Képeslap-árus                  | Brian Osborne      | ?                           | Beregi Péter                | ?                           |
| Madame Fifi                    | Olga Lowe          | ?                           | Dallos Szilvia              | ?                           |
| Paul testvér                   | Gerald Paris       | Dobránszky Zoltán           | ?                           | ?                           |
| Elixír-árus                    | ?                  | Szokolay Ottó               | Beregi Péter                | ?                           |

## Idézetek
- Evelyn Blunt a férjéhez: „Igazán felháborító, hogy csak azért, mert házasok vagyunk, egy szobában kell laknunk.”
- Stuart olvassa a vacsorához kapott bor címkéjét: „Spanyol típusú osztrák-francia burgundi, készült Hong-Kongban, váó!”
- Evelyn, amikor Vic borral kínálja: „Nem iszom bort, egyszer megpróbáltam és nem ízlett.” Vic: „Dohányzik?” Evelyn: „Nem, egyszer megpróbáltam, nem ízlett.” Vic: „Hm. Gondolom, csak egy gyereke van…”

## Sajátosságok
Ez a film, a sorozat 24. darabja egyfajta cezúrának (választóvonalat) képvisel. Utoljára szerepelt Charles Hawtrey, és mellesleg a mamáját játszó Amelia Bayntun is, aki ironikus módon öt évvel fiatalabb volt filmbéli „fiacskájánál”. Mellettük szinte az összes rendszeres Folytassa-sztár szerepelt: Joan Sims, Kenneth Williams, Barbara Windsor, Peter Butterworth, Kenneth Connor, Hattie Jacques, Bernard Bresslaw, Patsy Rowlands, Sidney James, Jack Douglas, csak Jim Dale és Terry Scott hiányzott. Ilyen sztárparádét ezen kívül csak egyszer, a Folytassa, főnővér!-ben vonultattak fel. A sztárok a legjavukat adták, Charles Hawtrey búcsújátéka is legjobb alakításainak hangulatát idézte. Az ezt követően készült Folytassa-részekből egyre több kulcsszereplő hiányzott, a sorozat a kimerülés jeleit kezdte mutatni.
A filmet egyértelműen a „szex eladja magát” („sex sells”) alapelvre építették, telel van szexre utaló kétértelmű kiszólásokkal, helyzet- és szövegkomikumokkkal. Barbara Windsor (akárcsak minden olyan filmben, ahol valóságos szeretőjével, Sidney Jamesszel együtt szerepelt), itt is kis időre megmutatja magát pucéran, ebben a filmben még két szereplő, Sally Geeson és Gail Grainger is bevillant egy-egy rövid felül-semmi megjelenést.
Az elsbelsi bordélyosnőt játszó Olga Lowe volt az 1946-ban Angliába érkező Sidney James első angol színészpartnere, és ő állt mellette a színpadon 1976. április 26-án a sunderlandi Empire színházban, amikor Sid James utolsó, halálos szívrohamát kapta.

## Érdekességek
A film nyitó stáblistájában olvasható: a Technical Director (műszaki igazgató) kínaias hangzású neve: „Sun Tan Lo Tion”, valójában „barnító napolaj”, angolul: sun tan lotion.
A filmet teljes egészében Nagy-Britanniában vették fel. Az „elsbelsi” repülőtéri jeleneteket a londoni Gatwick repülőtéren készültek, itt – és a film többi spanyolországi jelenetekben is – jobbkormányos járművek járnak, bal oldali (angliai) közlekedési rend szerint. A filmben sok hasonló apró „flop” maradt, ami összecsapott, sietős gyártásra utal.

## További információ
- Folytassa külföldön! a PORT.hu-n (magyarul)
- Folytassa külföldön! az Internetes Szinkronadatbázisban (magyarul)
- Folytassa külföldön! az Internet Movie Database-ben (angolul)
- Folytassa külföldön! a Rotten Tomatoeson (angolul)
- Folytassa külföldön! a Box Office Mojón (angolul)
- ↑ RobertRoss:  Robert Ross. The Carry On Companion. London: B.T. Batsford (2002). ISBN 0-7134-8771-2
- Carry On Abroad, 1972 (angol nyelven). The Whippit Inn. (Hozzáférés: 2021. április 24.)[halott link]
- Carry On Abroad, 1972 (angol nyelven). Carry On Line (carryonline.com). [2021. február 2-i dátummal az eredetiből archiválva]. (Hozzáférés: 2021. január 29.)
- Carry On Abroad. 1972 British comedy film (angol nyelven). British Comedy Guide (comedy.co.uk). (Hozzáférés: 2021. január 29.)
- Folytassa külföldön! (1972), film magyar szinkronnal. videa.hu. (Hozzáférés: 2021. január 29.)